# 段静莉
段静莉（1989年3月8日—），河南洛阳偃师缑氏镇缑氏村人，武汉体育学院毕业，中国女子赛艇运动员，2009年成为中国国家赛艇队队员，目前代表福建队参加比赛。

## 主要成绩
在2014年仁川亚运会赛艇女子双人双桨决赛中，段静莉和吕扬以领先第二名近14秒的优势获得金牌。
2014年取得世界锦标赛单人双桨第三名。
2016年8月13日，在里约奥运会女子单人双桨决赛中，她以7分24秒13的成绩夺得铜牌，这是中国赛艇女子单人双桨在奥运会上收获的首枚奖牌。